# .pw
Pour les articles homonymes, voir PW.
.pw était initialement le domaine de premier niveau national (country code top level domain : ccTLD) réservé aux Palaos en 1997. Il a depuis été redéfini plusieurs fois et est actuellement délégué au "Professional Web" c'est-à-dire aux professionnels et aux sociétés. Depuis le 25 mars 2013, il est ouvert au grand public.
En mai et en avril 2013, Symantec a publié deux rapports déclarant que le TLD .pw était une source de spam significative,.